# LXV edició dels Premis Ariel
La cerimònia de la LXV edició dels Premis Ariel, que homenatja les millors pel·lícules mexicanes estrenades durant el 2022, organitzada per l'Academia Mexicana de Artes y Ciencias Cinematográficas (AMACC), ve tenir lloc el 9 de setembre del 2023 al Teatro Degollado a Guadalajara, Jalisco amb suport del govern d'aquest estat, i presentada, entre d'altres, per Alfonso Springall, Ximena Romo, Benny Emmanuel, Fátima Molina, Krystian Ferrer i Paulina Gaitán. Duta a terme per primera vegada fora de la Ciutat de Mèxic. Les nominacions van ser anunciades el 20 de juny de 2023 pels actors Emiliano Zurita i Fátima Molina en una conferència de premsa en el museu Tamayo. Per a aquesta edició de l'Ariel es van inscriure 139 pel·lícules, 130 mexicanes i 9 iberoamericanes de països com l'Argentina, Xile, Colòmbia, l'Equador, Espanya, el Perú, Portugal, República Dominicana i Veneçuela; es van rebre 73 llargmetratges, incloent 46 de ficció, 17 documentals i 2 d'animació; i van arribar 66 curtmetratges dels quals 39 van ser de ficció, 15 documentals i 12 d'animació.
La cerimònia s'ha realitzat després del comunicat de l'assemblea general de l'acadèmia de l'any passat en què anunciava la suspensió de la convocatòria d'aquesta edició per falta de pressupost i, alhora, responsabilitzant al govern per això. La convocatòria es va reprendre al febrer del 2023 gràcies a la donació de l'empresa Equipment and Film Design International (EFD) i a les quotes dels membres de l'AMACC. El 9 de juny, en una conferència al Teatro Degollado, el comitè directiu de la AMACC i el governador de Jalisco, Enrique Alfaro, van anunciar que l'edició d'enguany es duria a terme en la capital de l'estat amb el suport de diverses dependències del govern estatal.
La pel·lícula amb més nominacions, Huesera (17), finalment només va guanyar quatre: millor opera prima, maquillatge, guió original i efects especials, mentre que la segona més nominada, Bardo, falsa crónica de unas cuantas verdades (12 nominacions) fou la gran triomfadora amb vuit (millor direcció, actor, fotografia, vestuari, disseny artístic, efectes visuals, so i edició). Tanmateix, el premi a la millor pel·lícula se'l va endur El norte sobre el vacío (16 nominacions), que també va rebre el premi a la millor coactuació masculina.

## Guanyadors i nominats

### Premis
La següent llista inclou als nominats i els guanyadors estan llistats primer i destacats en negreta. ⭐
| Millor pel·lícula - ⭐ El norte sobre el vacío – Bengala, Gavilán Cine. Dir. Alejandra Márquez Abella - Bardo, falsa crónica de unas cuantas verdades – Limbo Films, S. de R.L. de C.V. Dir. Alejandro G. Iñárritu - Huesera – Machete Producciones S.A. De C.V., Disruptiva Films S.A. De C.V. Dir. Michelle Garza Cervera - La caída – Madam, Filmadora, Infinity Hill. Dir. Lucía Puenzo - La civil – Menuetto Film Dir. Teodora Mihai | Millor direcció - ⭐ Alejandro G. Iñárritu – Bardo, falsa crónica de unas cuantas verdades - Natalia Beristáin – Ruido - Michelle Garza Cervera – Huesera - Alejandra Márquez Abella – El norte sobre el vacío - Lucía Puenzo – La caída                                                      |
| Millor actor - ⭐ Daniel Giménez Cacho – Bardo, falsa crónica de unas cuantas verdades - Álvaro Guerrero – La civil - Cuauhtli Jiménez – Finlandia - Hernán Mendoza – La caja - Gerardo Trejoluna – El norte sobre el vacío | Millor actriu - ⭐ Arcelia Ramírez – La civil - Marta Aura – Coraje - Julieta Egurrola – Ruido - Natalia Solián – Huesera - Karla Souza – La caída |
| Millor coactuació masculina - ⭐ Raúl Briones – El norte sobre el vacío - Fernando Bonilla – El norte sobre el vacío - Juan Daniel García Treviño – La civil - Jorge A. Jiménez – La civil - Francisco Rubio – Bardo, falsa crónica de unas cuantas verdades | Millor coactuació femenina - ⭐ Úrsula Pruneda – Trigal - Mayra Batalla – Huesera - Dolores Heredia – El norte sobre el vacío - Martha Claudia Moreno – Huesera - Fabiola Guajardo – Bardo, falsa crónica de unas cuantas verdades                                                            |
| Millor revelació actoral - ⭐ Emilia Berjon – Trigal - Eustacio Ascacio – Zapatos rojos - Déja Ebergengi – La caída - Diego Armando Lara – El reino de Dios - Isabel Luna – Huesera | Millor pel·lícula d’animació - ⭐ Home is Somewhere Else – Carlos Patricio Hagerman Ruiz Galindo y Jorge Villalobos de la Torre - Águila y Jaguar: Los Guerreros Legendarios – Mike R. Ortiz                                                                                                  |
| Millor argument original - ⭐ Abia Castillo i Michelle Garza Cervera – Huesera - Habacuc Antonio De Rosario y Teodora Mihai – La civil - Paula Markovitch, Laura Santullo i Lorenzo Vigas – La caja - Alejandra Márquez Abella i Gabriel Nuncio – El norte sobre el vacío - Mónica Herrera, Samara Ibrahim, Tatiana Meñeruk, Lucía Puenzo y María Renée Prudencio – La caída | Millor guió adaptat - ⭐ No concedit |
| Millor fotografia - ⭐ Darius Khondji – Bardo, falsa crónica de unas cuantas verdades - Claudia Becerril Bulos – El norte sobre el vacío - Dariela Ludlow AMC AMC – Ruido - Serguei Saldívar Tanaka AMC – Zapatos rojos - Nur Rubio Sherwell – Huesera | Millor edició - ⭐ Alain Dessauvage – Bardo, falsa crónica de unas cuantas verdades - Alejandro G. Iñárritu – La civil - Adriana Martínez – Huesera - Miguel Schverdfinger – El norte sobre el vacío - Miguel Schverdfinger – Ruido                                                           |
| Millor disseny artístic - ⭐ Eugenio Caballero – Bardo, falsa crónica de unas cuantas verdades - Ana Bellido – Huesera - Sandra Cabriada – El norte sobre el vacío - Nohemí González – Zapatos rojos - Daniela Schneider – La caja | Millor banda sonora - ⭐ Camilla Uboldi – Zapatos rojos - Gibrán Andrade y Rafael Manrique – Huesera - Tomás Barreiro – El norte sobre el vacío - Bryce Dessner y Alejandro G. Iñárritu – Bardo, falsa crónica de unas cuantas verdades - Philip Glass, Leonardo Heiblum – Cartas a distancia |
| Millor so - ⭐ Nicolas Becker, Martín Hernández, Ken Yasumoto (disseny sonor), Frankie Montano, Jon Taylor, (mescla de so); Santiago Núñez (so directe) – Bardo, falsa crónica de unas cuantas verdades - Pablo Betancourt, Zulu González(disseny sonor); Yuri Laguna, Gerardo Villareal (so directe) – El norte sobre el vacío - Christian Giraud (disseny sonor), Pablo Lach (mescla de so), Omar Pareja (so directe), – Huesera - Jean-Stephane Garbe (mescla de so), Federico González Jordán (so directe), Valérie Le Docte (disseny sonor) – La civil - Thomas Becka (disseny sonor), Carlos Cortés (mescla de so) Raúl Locatelli, Victor Tendler(so directe) – Manto de gemas | Millor vestuari - ⭐ Anna Terrazas – Bardo, falsa crónica de unas cuantas verdades - Amanda Cárcamo – El norte sobre el vacío - Gabriela Gower – Huesera - Mayra Juárez – El poderoso Victoria - Estrella Vázquez – Finlandia                                                                 |
| Millor maquillatge - ⭐Adam Zoller – Huesera - Lucy Betancourt – Bardo, falsa crónica de unas cuantas verdades - Alfredo García – La civil - Pedro Guijarro – El norte sobre el vacío - Marco Jiménez – Finlandia | Millors efectes visuals - ⭐ Guillaume Rocheron y Olaf Wendt – Bardo, falsa crónica de unas cuantas verdades - Raúl Luna – El norte sobre el vacío - Raúl Luna – La exorcista - Raúl Prado – Huesera - Mevlana Rumi y Ariel Gordon – Mal de ojo                                               |
| Millors efectes especials - ⭐ Raúl Camarera, Gustavo Campos, Miguel Ángel Rodríguez, Juan Carlos Santos – Huesera - Luis Eduardo Ambriz – El norte sobre el vacío - Yoshiro Hernández y Roberto Ortiz – Mal de ojo - Elliot Rebollar Feregrino – El poderoso Victoria - Gregorio Vega López – La caída | Millor opera prima - ⭐ Huesera – Michelle Garza Cervera - Zapatos rojos – Carlos Eichelmann Kaiser - Manto de gemas – Natalia López Gallardo - Pedro – Liora Spilk Bialostozky - Trigal – Anabel Verónica Caso                                                                               |
| Millor pel·lícula iberoamericana - ⭐ Argentina, 1985 – Santiago Mitre ( - 1976 – Manuela Martelli () - As bestas – Rodrigo Sorogoyen () - Carajita – Ulises Porra i Silvina Schnicer () - Los reyes del mundo – Laura Mora () | Millor llargmetratge documental - ⭐ Teorema de tiempo – Andrés Kaiser - Dioses de México – Helmut Dosantos - Cartas a distancia – Juan Carlos Rulfo - Home is Somewhere Else – Carlos Patricio Hagerman Ruiz Galindo y Jorge Villalobos de la Torre - Users – Natalia Almada                 |
| Millor curtmetratge de ficció - ⭐ Agustina – Luciana Herrera Caso - Aire – Kenya Marquéz - El Grillo – Carlos Hernández Vázquez - En cualquier lugar – Minerva Rivera Bolaños - Pitbull – Fabián León López | Millor curtmetratge d'animació - ⭐ El año del radio – Samuel Kishi Leopo - Bouclette – Fernanda Lozada - K8 – Miguel Anaya Borja - La melodía torrencial – José Luis Saturno - Los cuervos – Héctor Dávila Cabrera                                                                           |
| Millor curtmetratge documental - ⭐ Las nubes son de música – Enrique García Meza - La evaluación – Diego Enrique Osorno González - Mi reino – Luis J. Arellano - Mira el silencio – Santiago Zermeño - No te agüites – Juan Vicente Manrique | Ariel d'or - Marcela Fernández Violante (Cineasta) ⭐ - Juan Mora Cattlet (Director, Editor i Guionista) ⭐ - Departament d’imatge i so de la Universitat de Guadalajara ⭐ |